# Ueberstorf
Ueberstorf (toponimo tedesco) è un comune svizzero di 2 371 abitanti del Canton Friburgo, nel distretto della Sense.

## Monumenti e luoghi d'interesse

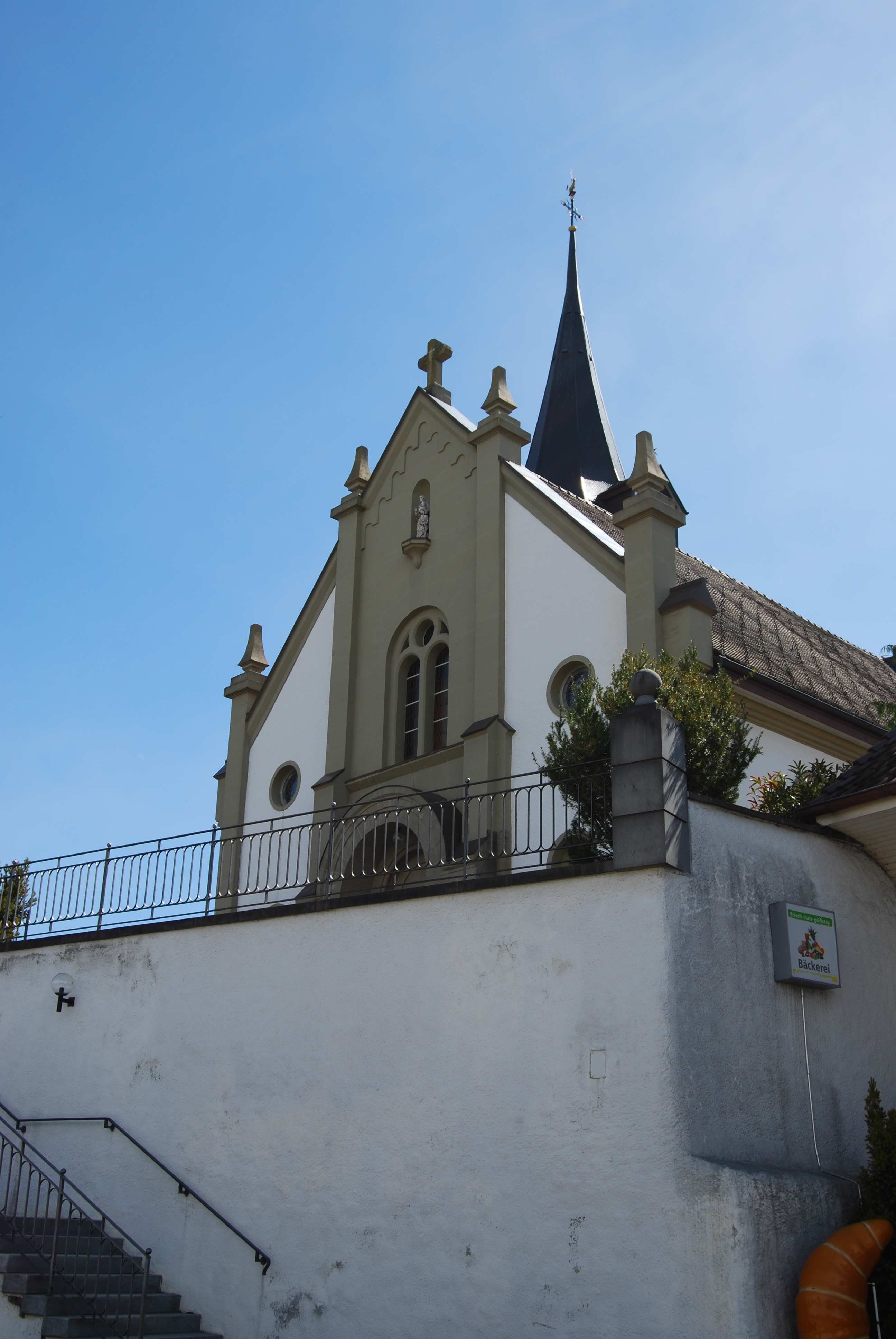
La chiesa cattolica di San Giovanni Battista

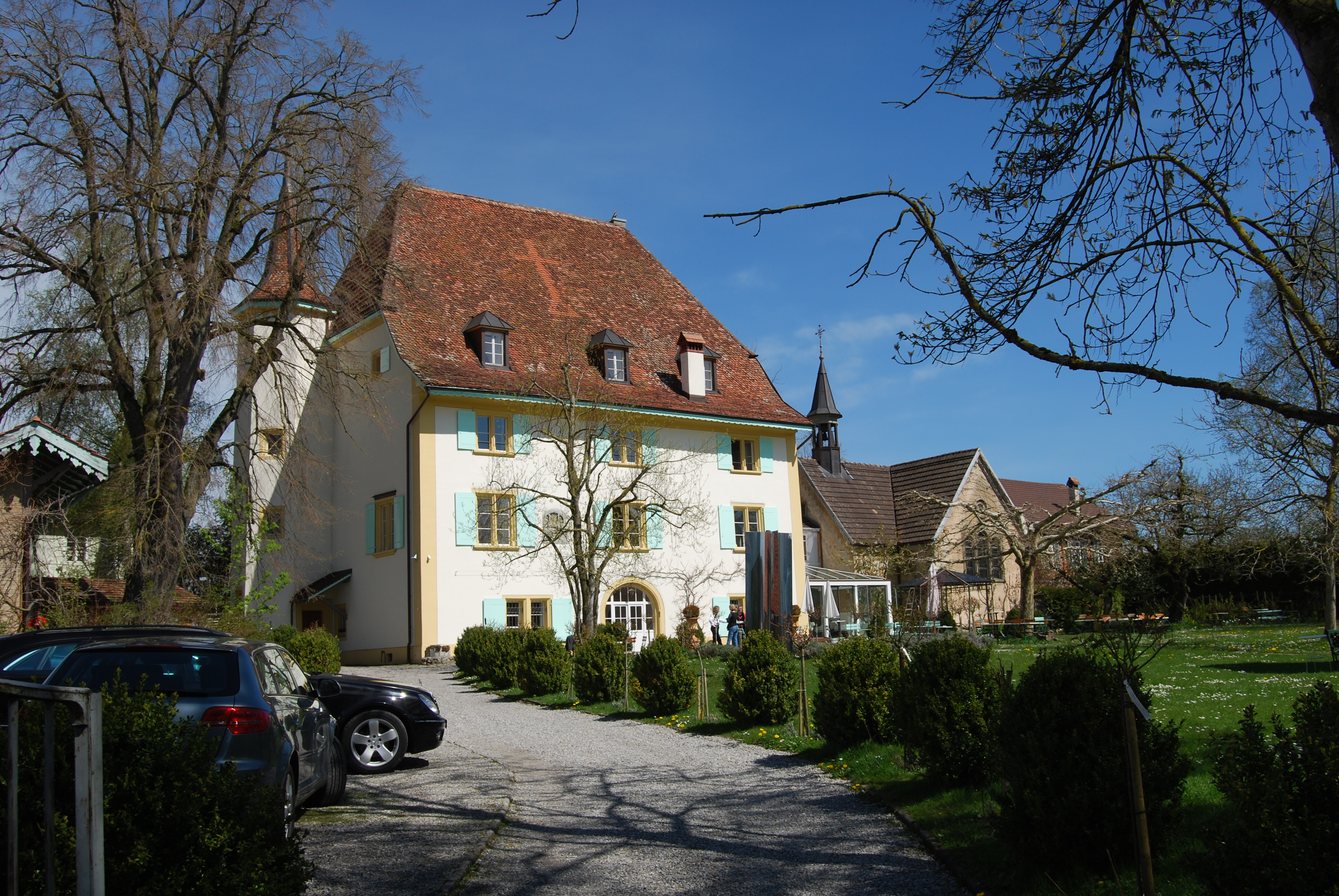
Il castello di Englisberg

- Chiesa cattolica di San Giovanni Battista, attestata dal 1226[1];
- Castello di Englisberg, eretto nel 1505 da Dietrich von Englisberg[1];
- Castello Ratzé, eretto nel XVII secolo[1];
- Casa Techtermann, eretta nel XVIII secolo[1].

## Società

### Evoluzione demografica
L'evoluzione demografica è riportata nella seguente tabella:
Abitanti censiti

## Geografia antropica

### Frazioni e quartieri
Le frazioni e i quartieri di Ueberstorf sono:
- Bergli
- Blattishus
- Drittehüseren
- Geretsried
- Grossried
- Guldifeld
- Hermisbühl
- Hostettlen
- Niedermettlen
- Obermettlen
- Riederen
- Umbertsried[senza fonte]
- Unterdorf[1]

## Amministrazione
Ogni famiglia originaria del luogo fa parte del comune patriziale che ha la responsabilità della manutenzione di ogni bene comune.